# 赖际发
赖际发（1910年—1982年），福建永定县合溪乡汤湖村人，中华人民共和国政治人物。
赖际发早年跟随南昌起义部队进入上杭，后与张鼎丞一同举行永定起义。此后跟随朱德指挥的红四军进攻上杭，此后担任红十二军105团政委、红二师六团政委。1934年，跟随部队参加长征。抗日战争期间，加入八路军一二九师，与秦基伟组织支队进入晋中地区阻击侵华日军。1943年，他改任八路军总部军工部政委，组织军工生产。第二次国共内战期间，担任晋冀鲁豫边区财经委员会机械制造处处长、边区政府工业厅副厅长等职位。中华人民共和国成立后，他担任中国重工业部办公厅主任、副部长、建工部副部长，中国建材部部长和国家建委副主任等职。文化大革命期间，遭受迫害，1970年，再次担任建材部部长。